# Sulpici el Pietós
Sulpici el Pietós (Vatan, Berry, actual Indre, ca. 576 - Bourges, 17 de gener de 647) fou un religiós franc, bisbe de Bourges. És venerat com a sant per diverses confessions cristianes.

## Hagiografia
Nasqué probablement a Vatan (Berry, actual Indre) en una família aristocràtica, i fou destinat a la carrera eclesiàstica. Educat a l'escola palatina pel capellà del rei Guntram, acabà els estudis als setze anys. Fou cridat en 612 pel bisbe Austregisil de Bourges que el nomenà ardiaca. Ordenat sacerdot en 618, fou almoiner i capellà a la cort del rei franc Clotari II. A la mort d'Austregisil, fou elegit successor seu com a bisbe de la ciutat, en 624.

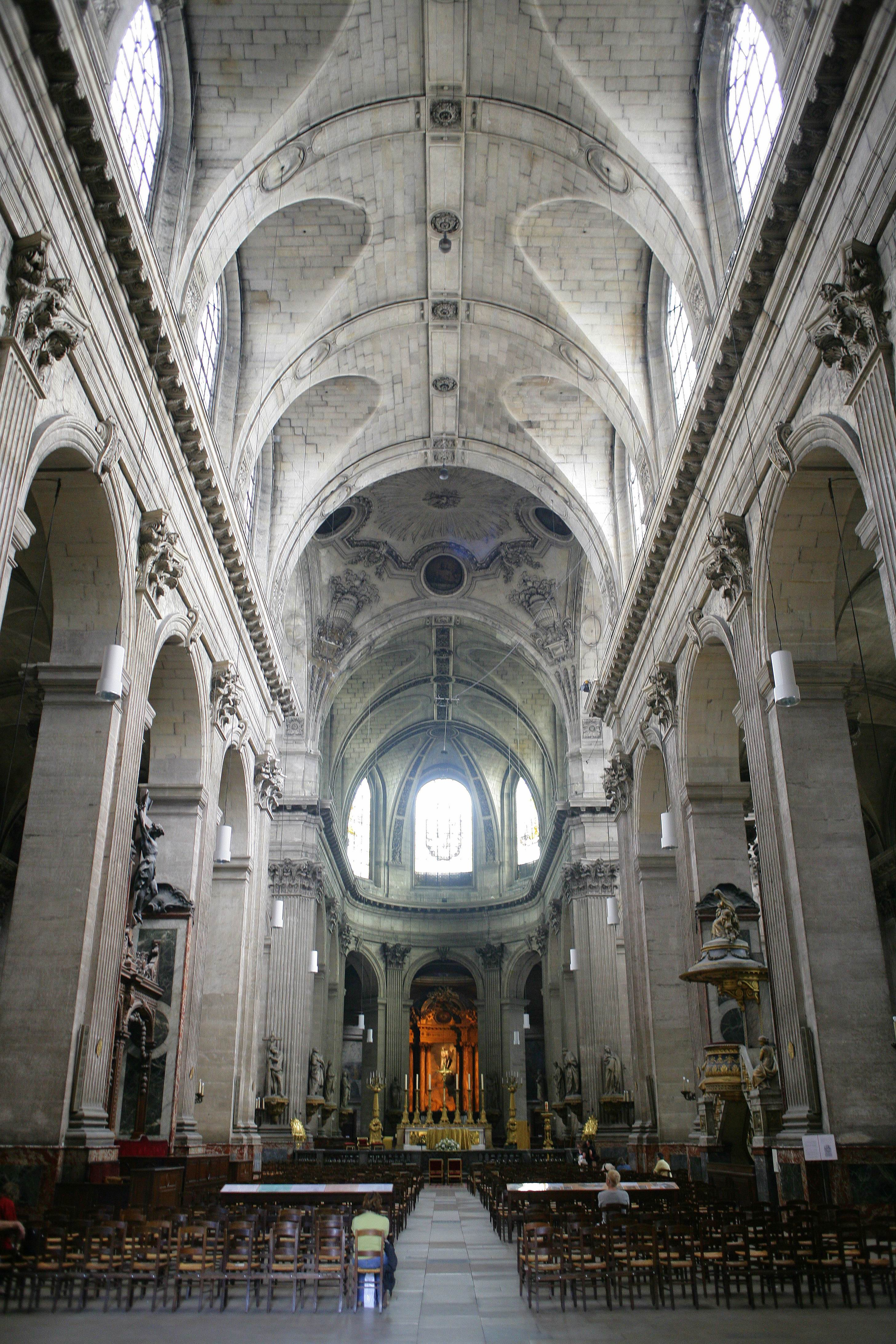
Saint-Sulpice de París, on hi ha la despulla del sant

Va acabar d'evangelitzar el territori de la diòcesi, convertint els pagans i els jueus. Va participar en el concili de Clichy de 627 i fou mestre de Remacle i Desideri de Caors, després canonitzats. L'últim fou consagrat bisbe per Sulpici i escrigué la vita d'aquest.
Es va oposar a la política intervencionista de Dagobert I i va defensar els drets i privilegis de la seva diòcesi. Va dedicar-se a atendre les necessitats de pobres i malalts, fent-se molt estimat pels seus fidels. En morir, en 647, els seus funerals van haver d'endarrerir-se perquè tothom volia pregar davant la seva despulla.

## Veneració
Venerat immediatament com a sant, al segle xvii se li dedicà l'església de Saint-Sulpice de París, on hi ha les seves relíquies, i se li consagrà la Companyia de Sacerdots de Sant Sulpici, de la que és patró.
A Vatan, la capella dedicada a Sulpici era meta de pelegrinatges d'ençà el segle xv, el dia 27 d'agost, data de la trasllat de les relíquies a Saint-Sulpice de París.